# Hans Sima
Hans Sima, född 4 juni 1918 i Camporosso i Tarvisio i Italien, död 7 oktober 2008 i Klagenfurt i Kärnten, var en österrikisk politiker tillhörande Socialdemokraterna. Mellan 1965 och 1974 var Sima landeshauptmann (ordförande) av Kärnten.